# Шнитке, Альфред Гарриевич
Альфре́д Га́рриевич Шни́тке (24 ноября 1934[…], Энгельс — 3 августа 1998[…], Гамбург) — советский и российский композитор, музыкальный педагог и музыковед

. Заслуженный деятель искусств РСФСР (1987), лауреат Государственной премии РСФСР имени Н. К. Крупской (1986) и Государственной премии Российской Федерации (1995).
Автор четырёх опер, трёх балетов, 10 симфоний, 15 инструментальных концертов, многочисленных произведений камерной, вокальной, хоровой и инструментальной музыки, музыки к кинофильмам, мультфильмам и театральным постановкам.

## Биография
Родился 24 ноября 1934 года в городе Энгельсе АССР немцев Поволжья в еврейско-немецкой семье. Его отец, Гарри Викторович Шнитке (1914—1975), родился во Франкфурте-на-Майне, куда его родители перебрались из Либавы в 1910 году. В 1927 году (в некоторых источниках указывается 1926 год) вместе с родителями переехал в Москву, в 1930 году — в Покровск (ныне Энгельс), где вступил в ВКП(б) и работал журналистом в советских немецких изданиях; рассказы и корреспонденции с фронта на русском языке печатал в газете «Большевик». Мать, Мария Иосифовна Фогель (1910—1972), происходила из немецких колонистов, переселившихся в Россию в 1765 году и осевших в деревне Каменка; работала учительницей немецкого языка.
В 1943 году Гарри Викторовича призвали на фронт, а Альфред с младшим братом Виктором был отправлен в Москву, где они жили у деда и бабушки по отцовской линии — инженера Виктора Мироновича (1887—1956) и Таубе (Теи) Абрамовны Шнитке (1889—1970). Там Шнитке работала редактором в Государственном издательстве иностранной литературы, занималась немецкой филологией и переводами на немецкий язык, в том числе была автором учебника «Грамматика немецкого языка» (с Эрной Эрлих, Москва: Издательство литературы на иностранных языках, 1963; второе издание — Киев, 1995), редактором и автором примечаний к немецкому изданию романа Томаса Манна «Будденброки» (2-е издание — 1959), роману Яна Петерсона «Наша улица», там же (1952), перевела на немецкий язык романы Александра Фадеева «Последний из Удэге» («Der letzte Udehe»; 1932 и 1972), Александра Чаковского «Свет далёкой звезды» («Weither leuchtet ein Stern»; совместно с сыном, Гарри Шнитке, 1964).
Родители Шнитке между собой говорили по-немецки, и первым языком композитора стал немецкий, однако впоследствии он обращался к матери по-немецки, а к отцу — по-русски.
Музыкальное образование для Альфреда началось в 1946 году в Вене, Австрия, куда после окончания Великой Отечественной войны был командирован его отец для работы переводчиком в газете Österreichische Zeitung, издававшейся советскими оккупационными властями для австрийцев на немецком языке.
По возвращении в Москву в 1948 году семья поселилась в подмосковной Валентиновке, и мать и отец устроились на работу в редакцию газеты «Neues Leben» (впоследствии в этой же газете работала и младшая сестра Альфреда Ирина, в ней же публиковался и его брат Виктор). Отец занимался переводами советской литературы на немецкий язык для издательства литературы на иностранных языках «Прогресс».
В 1949 году Шнитке поступил на дирижёрско-хоровое отделение Музыкального училища имени Октябрьской революции (ныне Московский государственный институт музыки имени А. Г. Шнитке) в Москве, в 1953 году окончил его.
В 1958 году окончил Московскую консерваторию по классу композиции у Евгения Голубева, а затем и аспирантуру.
С 1961 по 1972 год преподавал инструментовку и чтение партитур в Московской консерватории, имел только одного ученика по композиции (Реджеп Аллаяров). С 1962 года (особенно активно в 1970-е годы) сочинял музыку к фильмам. Работал в первой в СССР экспериментальной студии электронной музыки.

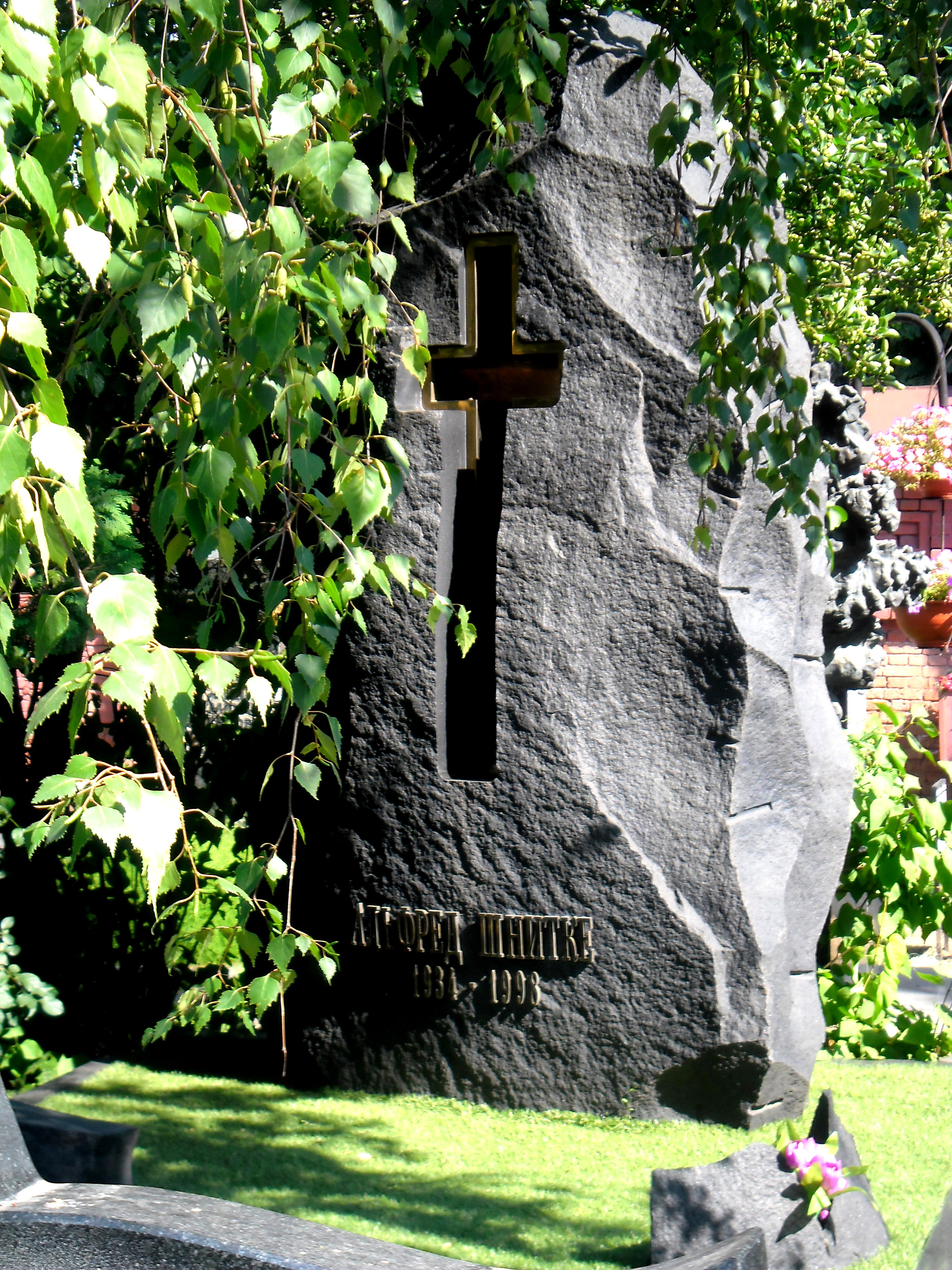
Могила Альфреда Шнитке. Новодевичье кладбище

В 48-летнем возрасте Шнитке принял католицизм, крестился в католической церкви Святого Августина в Вене. Однако исповедовался у православного священника Николая Ведерникова, который называл Альфреда человеком великого духа, чистой совести и глубокой веры.
21 июля 1985 года у Шнитке случился первый инсульт. Он тогда находился в Пицунде на фестивале, приступ случился на вечеринке, устроенной дирижёром Геннадием Рождественским. В Пицунду срочно прилетели Леонид Рошаль и Александр Потапов из Института нейрохирургии имени Бурденко, они констатировали обширное кровоизлияние в мозг и трижды фиксировали клиническую смерть, однако через два месяца он вышел из больницы.
В 1989—1990 годах Берлинская научная коллегия предоставила Альфреду Шнитке стипендию. Она давала возможность с октября 1989 года по лето 1990 года жить в квартире в центре Западного Берлина и заниматься творческой работой.
В ноябре 1990 года Шнитке и его жена получили немецкое гражданство. В виде исключения ему было позволено не отказываться от советского гражданства, что позволило ему сохранить контакты с Россией, которую он считал своей родиной. Они переехали в Гамбург, где сняли квартиру на Магдалененштрассе. Рядом находился Институт музыки и театра, в котором Альфред Шнитке начал преподавать. Начал преподавать в Гамбургской высшей школе музыки.
19 июля 1991 года Шнитке постиг второй инсульт, кровоизлияние коснулось только мозжечка, и после операции Шнитке быстро поправился, так что 20 сентября был уже дома, не пожелав пройти курс реабилитации.
3 июня 1994 года у Шнитке произошёл третий инсульт, самый тяжёлый по своим последствиям. Не действовали правая рука и правая нога, а главное — он не мог говорить, и речь к нему уже не вернулась. Свой 60-летний юбилей он встретил в госпитале Пиннеберга, под Гамбургом, отныне ставшем его вторым домом, принимая множество поздравлений от друзей и почитателей его творчества. Поздравительная телеграмма приходит от Президента России Бориса Николаевича Ельцина До конца Шнитке сохранял творческую активность, левой рукой писал партитурные тексты.
4 июля 1998 года был госпитализирован с обширным инсультом. Скончался в Гамбурге 3 августа 1998 года. Отпевание проходило в Москве, в церкви Иоанна Воина на Якиманке, отпевал композитора протоиерей Николай Ведерников. Альфред Шнитке похоронен на Новодевичьем кладбище (участок № 10).

### Семья
- Сестра — Ирина Гарриевна Шнитке (Комардёнкова, род. 1940), преподаватель немецкого языка, редактор газеты «Neues Leben» (Новая жизнь) на немецком языке[18].
- Двоюродный брат — Владимир Шнитке (1939—2022), правозащитник и общественный деятель, председатель петербургского общества «Мемориал» (1989), основатель Петербургского научно-исследовательского центра «Холокост».
- Двоюродная сестра — Ольга Анатольевна Шнитке (в замужестве Меерсон, род. 1959), американский славист.
- Первая жена (1956—1959) — Галина Ивановна Кольцина (1933—1987), музыковед, впоследствии звукорежиссёр на центральном телевидении.
- Вторая жена (с 1961) — Ирина Фёдоровна Шнитке (урождённая Катаева, род. 1941), пианистка.
  - Сын — Андрей Альфредович Шнитке (23 февраля 1965 — 23 мая 2020), в юности гитарист рок-группы «Центр», затем профессиональный фотограф, фотокорреспондент журнала «Знание — сила», в поздние годы жизни отца сотрудничал с ним, готовя партии электронных инструментов для его сочинений[30]. Внучка Ирина[18].

## Звания, награды и премии
- Заслуженный деятель искусств РСФСР (1987)
- Член Шведской королевской музыкальной академии (1987/88)
- Ника — 1989 за композиции к кинофильму «Комиссар»
- Государственная премия РСФСР имени Н. К. Крупской (22 декабря 1986 года) — за художественный мультипликационный фильм-трилогию «Я к вам лечу воспоминаньем…», «И с вами снова я…», «Осень» производства киностудии «Союзмультфильм»[31]
- Ленинская премия (1990) — отказался от премии по этическим соображениям
- Императорская премия (1992)
- Премия «Триумф» (1992[32])
- В 1994 году был награждён орденом Большого креста со звездой ФРГ[33]
- Государственная премия Российской Федерации (1995)
- Золотой орёл (2012) — номинация посмертно за лучшую музыку к фильму «Мастер и Маргарита» (1994)

## Основные произведения
Творчество Шнитке характеризуется концептуальностью замыслов, масштабностью, экспрессией, типичны сложно дифференцированная оркестровая и ансамблевая фактура, полистилистика, системы цитат.

### Сценические произведения
- 1974 — Der gelbe Klang[вд] (с нем. — «Жёлтый звук»). Сценическая композиция для пантомимы, инструментального ансамбля, сопрано соло, смешанного хора, магнитной ленты и цвето-световых проекторов. Либретто Василия Кандинского на немецком языке (в переводе А. Шнитке).

#### Оперы
- 1962 — «Одиннадцатая заповедь» (или «Счастливчик»). Опера не оркестрована, расценена малозначительной и вычеркнута автором из списка сочинений
- 1991 — «Жизнь с идиотом». Опера в 2 актах. Либретто Вик. Ерофеева
- 1993 — «Джезуальдо». Опера в 7 картинах, с прологом и эпилогом, либретто Рихарда Блетшахера о Карло Джезуальдо. Премьера в Венской опере в 1995 году под управлением Мстислава Ростроповича, впервые в России в 2000 году в концертном исполнении в Большом зале Московской консерватории под управлением Валерия Полянского
- 1994 — «История доктора Иоганна Фауста», опера в 3 актах с прологом и эпилогом, либретто Йорга Моргенера и Альфреда Шнитке по «Народной книге» Иоганна Шписа. Музыка одноимённой кантаты вошла в 3-й акт. Премьера 22 июня 1995 года в Гамбургском оперном театре

#### Балеты
- 1971 — «Лабиринты». Балет в 5 эпизодах. Либретто В. Васильева.
- 1985 — «Эскизы». Хореографическая фантазия по мотивам Гоголя. Балет в одном действии. Либретто А. Петрова. № 1 и № 11 для балета сочинены коллективно Альфредом Шнитке, Г. Н. Рождественским, С. А. Губайдулиной, Э. В. Денисовым. Большинство номеров в оркестровой редакции Г. Рождественского.
- 1986 — «Пер Гюнт». Балет в 3 актах с эпилогом. Либретто Дж. Ноймайера по одноимённой драме Генрика Ибсена.

### Сочинения для оркестра
(в том числе с участием солистов-вокалистов и солистов-инструменталистов)

#### Симфонии
- 1957 — Симфония «нулевая» в 4 частях
- 1972 — Симфония № 1 в 4 частях
- 1979 — Симфония № 2 (St. Florian) для солистов, камерного хора и симфонического оркестра в 6 частях
- 1981 — Симфония № 3 в 4 частях
- 1984 — Симфония № 4 для солистов и камерного оркестра. Одночастная
- 1988 — Симфония № 5 = Concerto Grosso № 4 для гобоя, скрипки, клавесина и симфонического оркестра в 4 частях
- 1992 — Симфония № 6 в 4 частях
- 1993 — Симфония № 7 в 3 частях
- 1994 — Симфония № 8 в 5 частях
- 1997 — 1998 — Симфония № 9 в 3 частях

#### Concerti Grossi

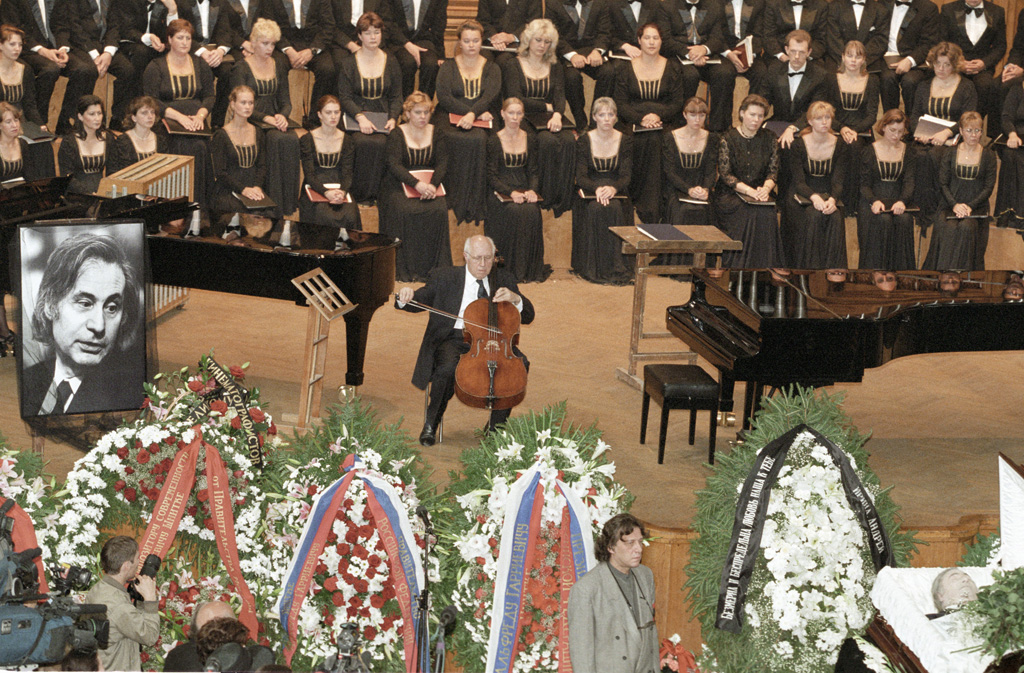
На гражданской панихиде по Шнитке играет Ростропович

- 1977 — Concerto Grosso № 1 для двух скрипок, клавесина, подготовленного фортепиано и струнных (есть авторская версия для флейты, гобоя, клавесина, подготовленного фортепиано и струнных) в 6 частях
- 1981—1982 — Concerto Grosso № 2 для скрипки, виолончели и симфонического оркестра в 4 частях
- 1985 — Concerto Grosso № 3 для двух скрипок, клавесина, фортепиано и 14 струнных.
- 1988 — Concerto Grosso № 4 = Симфония № 5 для гобоя, скрипки, клавесина и симфонического оркестра в 4 частях
- 1991 — Concerto Grosso № 5 для скрипки, симфонического оркестра и фортепиано (Klavierklange) за сценой
- 1993 — Concerto Grosso № 6 для скрипки, фортепиано и струнного оркестра в 3 частях

#### Концерты
- 1957 — (Скрипичный) Концерт № 1 для скрипки с оркестром в 4 частях: Allegro ma non troppo, Tempo iniziale — Presto — Andante — Allegro scherzando(новая редакция 1962)
- 1960 — Концерт для фортепиано с оркестром в 3 частях: Allegro — Andante-(attacca)-Allegro
- 1964 — Музыка для фортепиано и камерного оркестра в 4 частях: Variationi — Cantus firmus — Cadenza-(attacca)-Basso ostinato
- 1966 — (Скрипичный) Концерт № 2 для скрипки и камерного оркестра. Одночастный
- 1971 — Концерт для гобоя, арфы и струнных. Одночастный
- 1979 — Концерт для фортепиано и струнных (одночастный)
- 1978 — (Скрипичный) Концерт № 3 для скрипки и камерного оркестра в 3 частях: Moderato — Agitato -(attacca)- Moderato
- 1984 — (Скрипичный) Концерт № 4 для скрипки с оркестром в 4 частях: Andante — Vivo — Adagio (attacca) — Lento
- 1985 — Концерт для альта с оркестром в 3 частях: Largo — Allegro molto — Largo
- 1985—1986 — Концерт № 1 для виолончели с оркестром в 4 частях: Pesante moderato — Largo — Allegro vivace — Largo
- 1987—1988 — Концерт для фортепиано (в 4 руки) и камерного оркестра. Одночастный
- 1989 — Монолог для альта и струнного (камерного) оркестра. Одночастный
- 1990 — Концерт [№ 2] для виолончели с оркестром в 5 частях: Moderato (attacca) — Allegro (attacca) — Lento (attacca) — Allegretto vivo (attacca) — Grave
- 1994 — Концерт для троих: для скрипки, альта, виолончели и струнных с фортепиано в 4 частях: Moderato — [без указания темпа] — Largo — [без указания темпа]
- 1997 — Концерт для альта № 2 (не опубликован; находится на стадии расшифровки)

#### Другое
- Pianissimo для большого оркестра (1967-68)
- 1966 — Вариации (коллективные) на темы Шестнадцатой симфонии Н. Я. Мясковского для симфонического оркестра. Авторы: М. И. Чулаки, А. Н. Александров, Е. К. Голубев, С. А. Баласанян, В. Г. Фере, Д. Б. Кабалевский, А. Шнитке, А. Николаев, Н. Н. Сидельников, А. Я. Эшпай, Р. К. Щедрин.
- 1968 — Pianissimo…
- 1972—1978 — In memoriam (оркестровая версия фортепианного квинтета) в 5 частях: Moderato — Tempo di Valse-(attacca)-Andante — Lento-(attacca)-Moderato pastorale.
- 1980 — Пассакалия для оркестра
- 1981 — Гоголь-сюита (Сюита из музыки к спектаклю Театра на Таганке «Ревизская сказка»). Оркестровая редакция Г. Рождественского.

1. Увертюра
2. Детство Чичикова
3. Портрет
4. Шинель
5. Фердинанд VIII
6. Чиновники
7. Бал
8. Завещание

- 1984—1985 — «Ритуал» (Памяти погибших во Второй мировой войне, к 40-летию освобождения Белграда).
- 1985 — (K)ein Sommernachtstraum (Не по Шекспиру)
- 1991 — Sutartines для струнного оркестра и ударных
- 1992 — Hommage à Grieg (Посвящение Григу)
- 1994 — Симфонический пролог для оркестра
- 1994 — For Liverpool для оркестра

### Камерные произведения
- 1963 — Соната для скрипки и фортепиано № 1 (посв. Марку Лубоцкому; редакция для скрипки и камерного оркестра 1967 г.)
- 1966 — Струнный квартет № 1 (посв. Ростиславу Дубинскому)
- 1968 — Соната для скрипки и фортепиано № 2 «Quasi una sonata» (редакция для скрипки и камерного оркестра 1987 г.)
- 1972 — Сюита в старинном стиле («Suite in the Old Style») для скрипки и фортепиано
- 1972 — Фортепианный квинтет памяти матери М. И. Фогель
- 1973 — Поздравительное рондо для скрипки и фортепиано (посв. Ростиславу Дубинскому к 50-летию)
- 1977 — «Moz-Art à la Haydn» для двух скрипок и камерного оркестра
- 1978 — Соната для виолончели и фортепиано № 1 (посв. Наталье Гутман)
- 1980 — Струнный квартет № 2 (памяти Ларисы Шепитько)
- 1981—1982 — Септет
- 1982 — «A Paganini» для скрипки соло
- 1983 — Струнный квартет № 3
- 1985 — Струнное трио (переложение автора для скрипки, виолончели и фортепиано 1992 год)
- 1987 — Трио-соната (оркестровка струнного трио авторства Юрия Башмета)
- 1988 — Фортепианный квартет
- 1989 — Струнный квартет № 4
- 1994 — Квартет для ударных инструментов
- 1994 — Соната для скрипки и фортепиано № 3
- 1994 — Соната для виолончели и фортепиано № 2 (посв. Мстиславу Ростроповичу)
- 1997 — Вариации для струнного квартета

### Вокальные и хоровые произведения

#### Для солиста (солистов) с сопровождением
- 1965 — Три стихотворения М. И. Цветаевой для меццо-сопрано и фортепиано.
- 1972 — Голоса природы для 10 женских голосов и вибрафона (без слов).
- 1975 — Восемь песен из спектакля «Дон Карлос» для баритона и фортепиано. Текст Ф. Шиллера (в русском переводе).

1. Дурные монахи;
2. Песнь о любви;
3. О театре;
4. Друзьям;
5. Песня мародёров;
6. Надежда;
7. Горная дорога;
8. Прошение.

- 1977 — «Магдалина» для голоса и фортепиано. Стихи Б. Л. Пастернака (из романа «Доктор Живаго»).
- 1980 — Три мадригала для сопрано, скрипки, альта, контрабаса, вибрафона, клавесина. Стихи Ф. Танцера.
  - I. Sur une etoile;
  - II. Entfernung;
  - III. Reflection.
- 1980 — Три сцены для сопрано и ансамбля.
- 1988 — Drei Gedichte von Viktor Schnittke (Три стихотворения Виктора Шнитке) для голоса и фортепиано.
  1. Wer Gedichte macht… (без названия);
  2. Der Geiger (Скрипач);
  3. Dein Schweigen (Твоё молчание).
- 1993 — Mutter для меццо-сопрано и фортепиано. Стихи Э. Ласкер-Шюлер (на немецком языке).
- 1994 — Пять фрагментов по картинам И. Босха для тенора и малого оркестра. Тексты Эсхила и Н. Рёзнера.

#### Для хора (с сопровождением и без)
- 1958 — «Нагасаки», оратория для хора и симфонического оркестра в 6 частях.
- 1959 — «Песни войны и мира», кантата для сопрано, смешанного хора и симфонического оркестра в 4-х частях.
- 1975 — Реквием из музыки к драме Шиллера «Дон Карлос» для солистов, смешанного хора и инструментального ансамбля в 14 частях.
- 1976 — "Der Sonnengesang des Franz von Assisi" для двух смешанных хоров и шести инструментов. Текст Франциска Ассизского (в немецком переводе).
- 1980—1981 — Миннезанг для 52 хористов. Тексты миннезингеров XII—XIII столетий.
- 1983 — Seid nüchtern und wachet… («История доктора Иоганна Фауста»). Кантата для контртенора, контральто, тенора, баса, смешанного хора и оркестра. Немецкая версия текста из народной книги «История о докторе Иоганне Фаусте…», изданной И. Шписом в 1587 году; русская версия — эквиритмический перевод В. Шнитке.
- 1984 — Три хора для смешанного хора a cappella.
  1. Богородице Дево радуйся;
  2. Господи Иисусе Христе;
  3. Отче наш.
- 1984—1985 — Концерт для смешанного хора в четырёх частях на стихи Г. Нарекаци в переводе на русский язык Н. Гребнева, «Книга скорби» (Книга скорбных песнопений), Советакан грох[вд], Ереван, 1977. Глава III, с. 49—63., в 1984 году была написана 3-я часть, а части 1, 2 и 4 — в 1985 году:
  1. «О, повелитель сущего всего, бесценными дарами нас дарящий»;
  2. «Собранье песен сих, где каждый стих наполнен скорбью»;
  3. «Всем тем, кто вникнет в сущность скорбных слов»;
  4. «Сей труд, что начинал я с упованьем и с именем Твоим».
- 1987 — Стихи покаянные для смешанного хора без сопровождения в 12 частях. К 1000-летию крещения Руси. Тексты XVI века. (Первое исполнение — 26 декабря 1988 года, Дом культуры МГУ на Ленинских горах. Государственный камерный хор, дирижёр В. Полянский)[34].

1. Плакася Адамо предъ раемо съдя;
2. Приимя мя, пустыни, яко мати чадо своё;
3. Сего ради нищъ есмъ;
4. Душе моя, душе моя, почто во гръсех пребываеши;
5. Окаянне убогыи человъче!;
6. Зря корабле напрасно приставаема;
7. Душе моя, како не устрашаешися;
8. Аще хощеши победити безвремянную печаль;
9. Воспомянух житие своё клироское;
10. Придъте, христоносении людие;
11. Наго изыдохо на плачь сеи;
12. Без слов.

- 1989 — Eröffnungvers zum 1. Festspielsonntag (Вступление к первому воскресному празднику) для четырёхголосного смешанного хора и органа.
- 1991 — Торжественный кант для скрипки, фортепиано, хора и большого симфонического оркестра.
- 1992 — Agnus dei для двух сопрано соло, женского хора и камерного оркестра.
- 1994 — XII. Communio II (Lux Aeterna) из Requiem der Versöhnung (Памяти жертв Второй мировой войны) для смешанного хора и оркестра. Завершено по наброску А. Шнитке Г. Рождественским.

### Сочинения для клавишных инструментов
- 1963 — Прелюдия и фуга для фортепиано
- 1965 — Импровизация и фуга для фортепиано
- 1965 — Вариации на один аккорд для фортепиано
- 1971 — Восемь детских пьес для фортепиано
- 1979 — Посвящение Игорю Стравинскому, Сергею Прокофьеву, Дмитрию Шостаковичу для фортепиано в 6 рук
- 1987 — Соната № 1 для фортепиано в 4 частях: Lento — Allegretto — Lento — Allegro (все части без перерыва)
- 1990 — Три пьесы для клавесина
- 1990 — Пять афоризмов для фортепиано (Между пьесами читаются стихи И. А. Бродского.)
- 1990 — Соната № 2 для фортепиано в 3 частях: Moderato — Lento attacca — Allegro moderato
- 1992 — Соната № 3 для фортепиано в 4 частях: Lento — Allegro — Lento — Allegro
- 1994 — Сонатина для фортепиано в 4 руки

### Электронная музыка
- 1969 — Поток (для АНСа)

### Музыка к фильмам
- 1962 — Вступление
- 1963—1964 — Вызываем огонь на себя
- 1965 — Похождения зубного врача
- 1966

- Дневные звёзды
- Шуточка

- 1967

- Дом и хозяин
- Комиссар
- Ангел (киноальманах «Начало неведомого века», новелла первая)

- 1968

- Шестое июля
- Стеклянная гармоника (м/ф)

- 1969

- Балерина на корабле (м/ф)
- Ночной звонок
- Вальс (телефильм)

- 1970

- Белорусский вокзал (аранжировка песни Булата Окуджавы «Нам нужна одна победа»)
- Дядя Ваня
- Спорт, спорт, спорт
- Чайка

- 1971

- Ты и я
- Последний рейс «Альбатроса»
- Наш Гагарин
- Калейдоскоп-71: Шкаф (м/ф)
- Выше голову! (м/ф)

- 1972

- Горячий снег
- На углу Арбата и улицы Бубулинас
- Бабочка (м/ф)
- Право на прыжок
- Чили в борьбе, надежде и тревоге (документальный)

- 1973

- Города и годы
- Былое и думы
- Трудные дороги мира/Равновесие страха (д/ф)
- В мире басен (м/ф)

- 1974

- Выбор цели
- Осень
- Домик в Коломне (телеспектакль)
- И всё-таки я верю…
- Агония

- 1975

- Рикки-Тикки-Тави
- Белый пароход

- 1976

- Клоуны и дети
- Восхождение
- Повесть о неизвестном актёре
- Приключения Травки
- Сказ про то, как царь Пётр арапа женил

- 1977

- Счёт человеческий
- Я к вам лечу воспоминаньем... (м/ф)

- 1978

- Отец Сергий
- Капитанская дочка (телеспектакль)

- 1979

- Маленькие трагедии
- Фантазии Фарятьева
- Экипаж

- 1980 — Лариса
- 1981

- Звездопад
- Зачем бабируссе клыки? (д/ф)
- И с вами снова я (м/ф)

- 1981

- Прощание

- 1982

- Сказка странствий
- Крепыш
- Осень (м/ф)
- Карандаш и ластик (Весёлая карусель № 12) (используемая музыка)

- 1984 — Мёртвые души
- 1985 — Любимец публики
- 1987 — Школа изящных искусств. Пейзаж с можжевельником (м/ф)
- 1988

- Шаг (используемая музыка)
- Балкон (используемая музыка)

- 1989

- Иной (используемая музыка)
- … а это случилось в Виши (телеспектакль)
- Посетитель музея

- 1990

- Я сюда больше никогда не вернусь (используемая музыка)
- Сфинкс (используемая музыка)
- Воспоминания без даты

- 1991 — Палата номер шесть (используемая музыка)
- 1992 — Присутствие (используемая музыка)
- 1993 — Владимир Святой
- 1994 — Мастер и Маргарита
- 1996

- Страх (используемая музыка)
- Чёрное и белое (используемая музыка)
- Чернобыль. Послесловие (используемая музыка)

- 1999 — Пришельцам новым (используемая музыка)

### Статьи по теории музыки
- Шнитке Альфред. Статьи о музыке/ Сост. А. В. Ивашкин . М., 2004.

## Документальные фильмы о композиторе
- 1990 — The Unreal World of Alfred Schnittke
- 1990 — «Я, немецкий композитор из России — Монолог Альфреда Шнитке». Центральная ордена Ленина и ордена Красного Знамени студия документальных фильмов. Москва
- 1994 — Альфред Шнитке. Портрет с друзьями (вторая версия — 1998)
- 2004 — Альфред Шнитке. Дух дышит, где хочет

## В театре
- Unspoken Dialogues, балет Стивена Бэйнса[англ.] на музыку Первой сонаты

## Память

Памятник Альфреду Шнитке в городе Энгельс

- Самолёт «Аэрофлота» Airbus A321 (VP-BЕА) носит имя «А. Шнитке»[35].
- 22 августа 2018 года в городе Энгельсе (Саратовская область) состоялась церемония открытия памятника Альфреду Шнитке. Памятник композитору открылся в центральной части города, в сквере, носящем его имя[36]. Скульпторы Щербаков А. А. и Щербаков С. А.[37]
- Мемориальная доска на доме № 4, корп. 2 по улице Дмитрия Ульянова в Москве (московский адрес композитора).
- Имя композитора носит Саратовская областная филармония.
- Музыкально-эстетический лицей в Энгельсе носит имя Альфреда Гарриевича Шнитке[38].
- Московский государственный институт музыки имени А. Г. Шнитке — учебное заведение, созданное в 1918 году, пройдя череду изменений названий, получило современное название.